# Žalany
Žalany (deutsch Schallan) ist eine Gemeinde in Tschechien. Sie liegt sieben Kilometer südöstlich des Stadtzentrums von Teplice und gehört zum Okres Teplice.

## Geographie
Žalany befindet sich rechtsseitig der Bílina am Žalanský potok am nordwestlichen Rand des Böhmischen Mittelgebirges. Nördlich erhebt sich der 273 m hohe Chotyně mit der wüsten Burgstätte Paradies, im Süden liegt der Milešovka (836 m). Durch den Ort führt die Staatsstraße 8 / E 55.
Nachbarorte sind Rtyně nad Bílinou im Norden, Vrahožily und Řehlovice im Nordosten, Habrovany im Osten, Žim und Bořislav im Südosten, Lelov im Süden, Bukovice und Kostomlaty pod Milešovkou im Südwesten, Bžany im Westen sowie Hradiště und Velvěty im Nordwesten.

## Geschichte
Erstmals urkundlich erwähnt wurde Žalany im Jahr 1400.

## Gemeindegliederung
Die Gemeinde Žalany besteht aus den Ortsteilen Černčice (Tschentschitz), Lelov (Lellowa) und Žalany (Schallan). Das Gemeindegebiet gliedert sich in die Katastralbezirke Černčice u Žalan und Žalany.

## Sehenswürdigkeiten
- Kapellen in Žalany, Lelov und Černčice
- barocke Säule Ecce homo, errichtet 1693
- Slawische Begräbnisstätte aus dem 10.–11. Jahrhundert
- Chaluppen in Volksbauweise aus dem 19. Jahrhundert
- Milešovka

## Söhne und Töchter der Gemeinde
- Havel Žalanský (1567–1621), utraquistischer Priester und Schriftsteller
- Ferdinand Eichler (1863–1945), österreichischer Bibliothekswissenschaftler